# Xylophanes neoptolemus
Espèce
Xylophanes neoptolemus  est une espèce de lépidoptères de la famille des Sphingidae, de la sous-famille des Macroglossinae, tribu des Macroglossini, sous-tribu des Choerocampina, et du genre Xylophanes.

## Description
L'espèce est similaire à Xylophanes Loelia et Xylophanes libya, mais a une coloration rouge plus profond de la bande médiane de la face dorsale  de l'aile postérieure. Le mésothorax et le métathorax ont une bande médiane gris pâle qui continue sur l'abdomen sous forme d'une paire de lignes fines, entourant une ligne médiane plus sombre vert olive ou brun. La première et la quatrième lignes postmédianes sur la face dorsale de l'aile antérieure est étroite et continue à partir du bord interne vers le sommet. La zone située entre ces lignes est jaune, contrastant avec la coloration rosâtre du reste de l'aile. Il y a un point noir subapical qui est généralement très faible. La bande médiane sur la face dosrale de l'aile postérieure est rouge vif et relativement large, se rétrécissant vers et atteindre ou presque atteindre la cote.

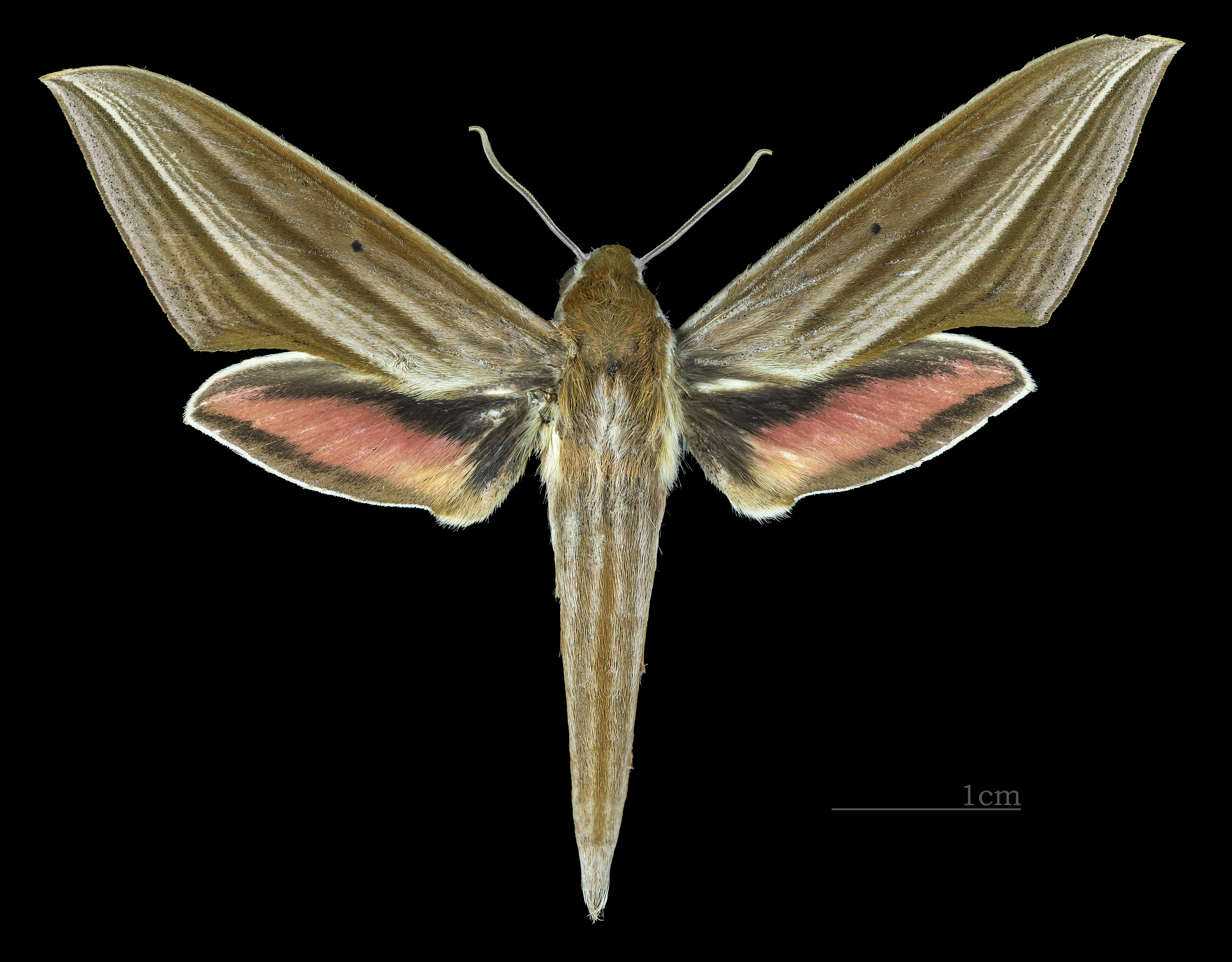
Face dorsal de la femelle (coll.MHNT)
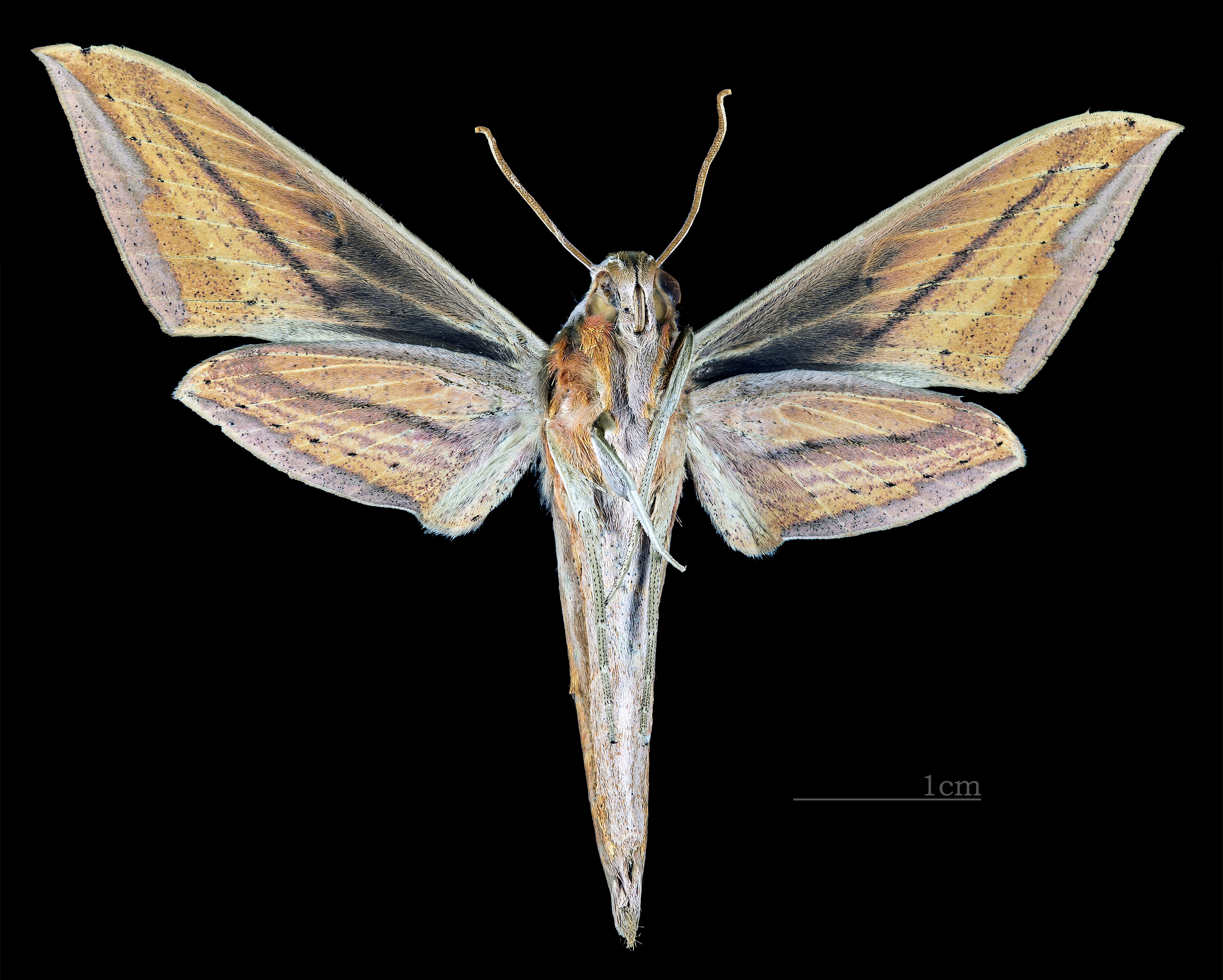
Face ventrale de la femelle (coll.MHNT)

## Biologie
Les larves se nourrissent sur Psychotria horizontalis, Psychotria nervosa et Psychotria microdon.

## Période de vol
Les adultes volent toute l'année dans toute leur aire. En Guyane ils volent en janvier-février, avril, novembre.

## Distribution
Il se trouve à Trinidad, au Surinam, au Venezuela, en Guyane, au Nord-Ouest du Brésil et au Mexique.

## Systématique
- L'espèce Xylophanes neoptolemus  a été décrite par l'entomologiste hollandais Pieter Cramer en 1878, sous le nom initial de Sphinx neoptolemus. Le nom de l'espèce "neoptolemus" dérive de la mythologie grecque. Néoptolème, également appelé Pyrrhus, était le seul fils d'Achille et petit-fils de Pélée. Néoptolème était un jeune guerrier, cruel et féroce qui devint plus tard roi d'Épire et a finalement été assassiné dans le temple d'Apollon à Delphes.

### Synonymie
- Sphinx neoptolemus Cramer, 1780 Protonyme
- Chaerocampa brasiliensis Schaufuss, 1870
- Chaerocampa trilineata Walker, 1865 [2]
- Xylophanes neoptolemus trinitatis Closs, 1917